# 677 v.Chr.
Het jaar 677 v.Chr. is een jaartal volgens de christelijke jaartelling.

## Gebeurtenissen

### Palestina
- Koning Abdi-Milkutti van Sidon komt in opstand, Tyrus kiest de zijde van de Assyriërs.

### Assyrië
- Koning Esarhaddon verovert Sidon, de inwoners worden gedeporteerd naar Ninive.
- Koning Ba'al van Tyrus krijgt de steden Marubbu en Sarepta toegewezen.
- Esarhaddon belegert El-Arish aan de noordkust van de Sinaï.

## Overleden
- Abdi-Milkutti, koning van Sidon